# Saint-Jean-de-Fos
Saint-Jean-de-Fos là một xã thuộc tỉnh Hérault trong vùng Occitanie phía nam nước Pháp.